# Hanna Brzezińska

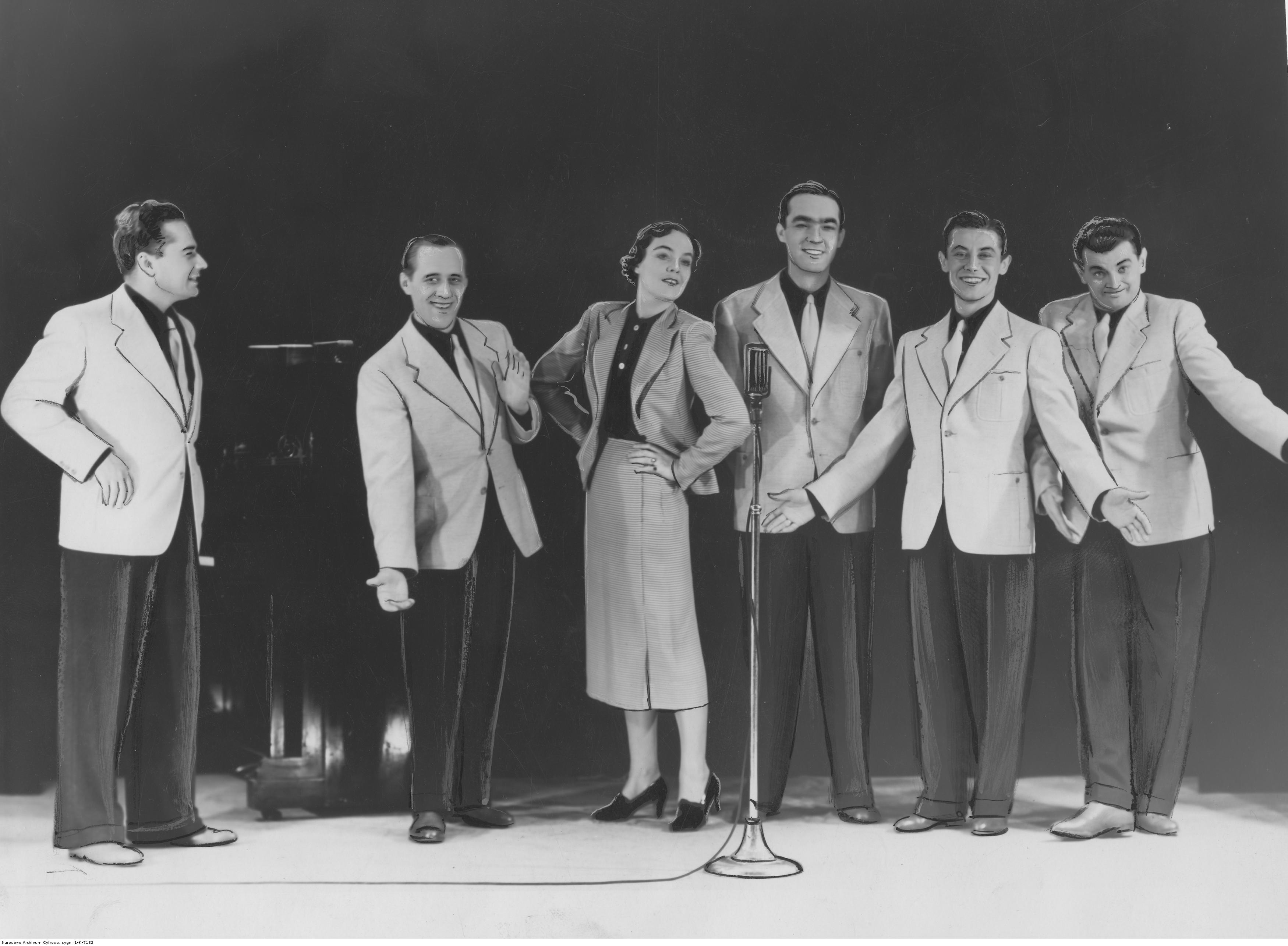
Chór Dana podczas występu – w centrum Hanna Brzezińska (1938)

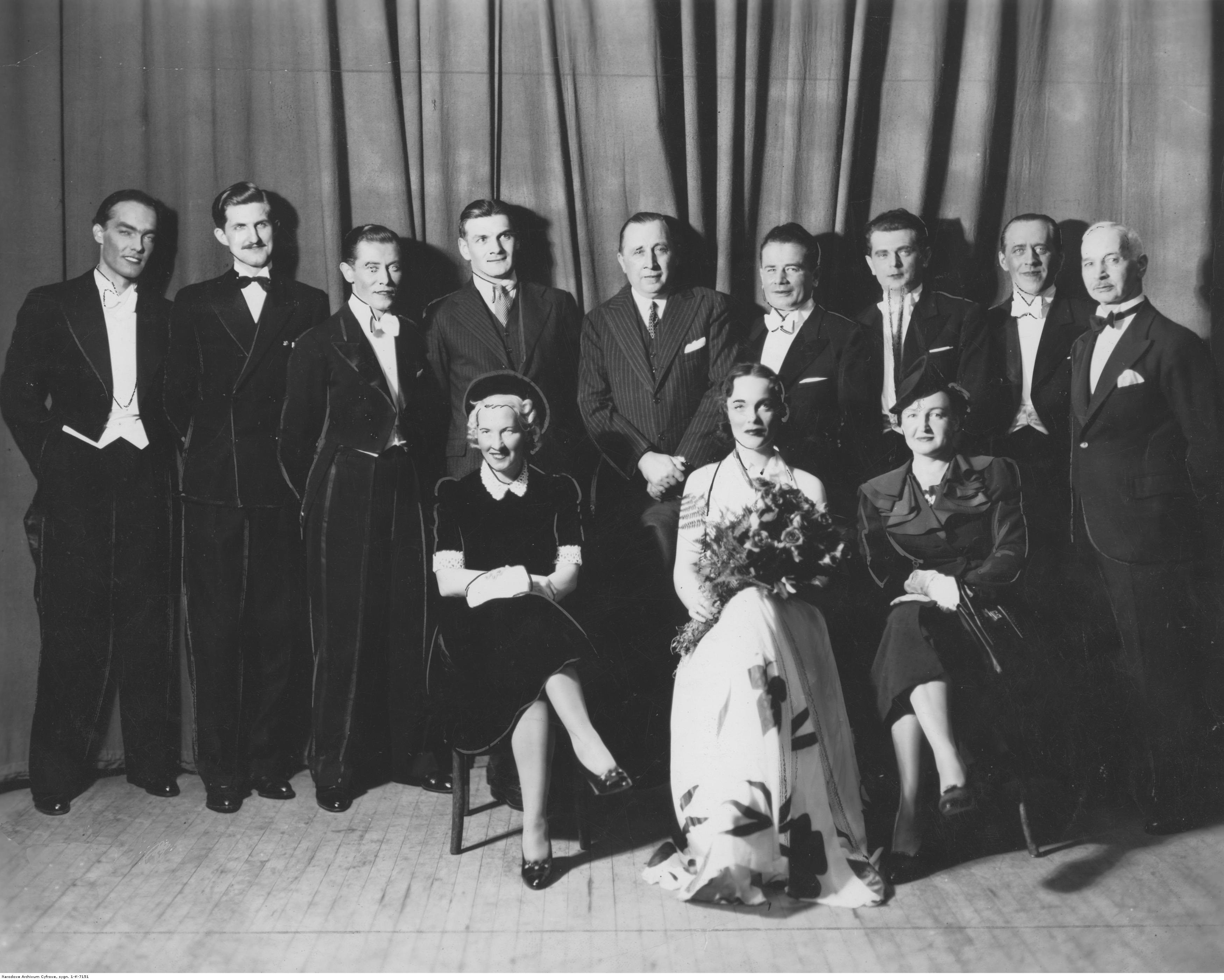
Chór Dana w Nowym Jorku – Hanna Brzezińska z bukietem kwiatów (1938)

Hanna Brzezińska, właśc. Anna Brzezińska-Żakowska (ur. 18 listopada 1909 w Warszawie, zm. 29 listopada 1998 tamże) – polska piosenkarka, tancerka, aktorka.

## Życiorys
Urodziła się 18 listopada 1909 roku w Warszawie, w rodzinie barytona Wacława Cypriana Brzezińskiego, i Janiny z Kąsinowskich (zm. 1980). Była siostrą Wacława juniora (1913–1993), który również był śpiewakiem. W 1935 roku ukończyła Państwowy Instytut Sztuki Teatralnej. Wokalnie szkoliła się u ojca. Została zaangażowana przez Towarzystwo Krzewienia Kultury Teatralnej, które prowadziło teatry: Narodowy, Polski, Nowy, Mały i Letni. Zadebiutowała, w Teatrze Narodowym, w sztuce Egipska pszenica Marii Pawlikowskiej-Jasnorzewskiej.
W filmie zadebiutowała w 1937 roku epizodyczną rolą artystki, córki stróżki w Dziewczętach z Nowolipek (reż. Józef Lejtes). W 1938 roku zagrała Celinę w filmie Wrzos w reżyserii Juliusza Gardana. Była to jej największa, choć drugoplanowa rola filmowa. Śpiewała tam dwie piosenki Władysława Szpilmana: Nie ma szczęścia bez miłości i Straciłam twe serce. Piosenki te nagrała dla wytwórni. Od 1938 roku była solistką Chóru Dana, w którym śpiewał także jej brat, Wacław. W 1938 roku, razem z Chórem Dana, odbyła tournée po Stanach Zjednoczonych i Kanadzie. Jej dyskografia jest tyleż różnorodna, co uboga. Hanna Brzezińska nagrała przed wojną tylko cztery piosenki, z których każda utrzymana jest w innym stylu i ukazuje skalę talentu interpretacyjnego artystki i możliwości jej głosu: od głębokiego dramatycznego altu w Straciłam twe serce, przez ognisty temperament w hiszpańskim tangu Ostatni uśmiech, po wysoki sopran w bluesowej piosence Johny i Jo. Występowała w rozgłośni warszawskiej Polskiego Radia, m.in. w Podwieczorkach przy mikrofonie.
Podczas II wojny światowej Hanna Brzezińska działała w konspiracji, równocześnie grała w teatrze Maska. Podczas powstania warszawskiego dawała koncerty dla żołnierzy AK i śpiewała w szpitalach. Jako jedna z nielicznych przeżyła eksplozję niemieckiego czołgu-pułapki podczas koncertu na Starówce 13 sierpnia 1944. Opiekowała się rannymi w szpitalu, przy ul. Długiej, w dawnym hotelu Polskim.
Po wojnie Hanna Brzezińska występowała w Teatrze Starym w Krakowie. Pod koniec lat 50. nagrała kilka piosenek dla Polskiego Radia oraz wystąpiła w Podwieczorku przy mikrofonie. W połowie lat  60., po przeniesieniu do Warszawy, pracowała w Teatrze Klasycznym jako suflerka. Sporadycznie występowała w kabaretach i na estradzie. Śpiewała zarówno nowe piosenki, jak i przedwojenne szlagiery. Występowała gościnnie z Chórem Juranda. W 1996 roku została laureatką Nagrody Miasta Stołecznego Warszawy.
Zmarła 29 listopada 1998 roku w Warszawie. Pochowana na cmentarzu Powązkowskim (kwatera 94-1-29,30). Jej wnukiem jest Jacek Żakowski.

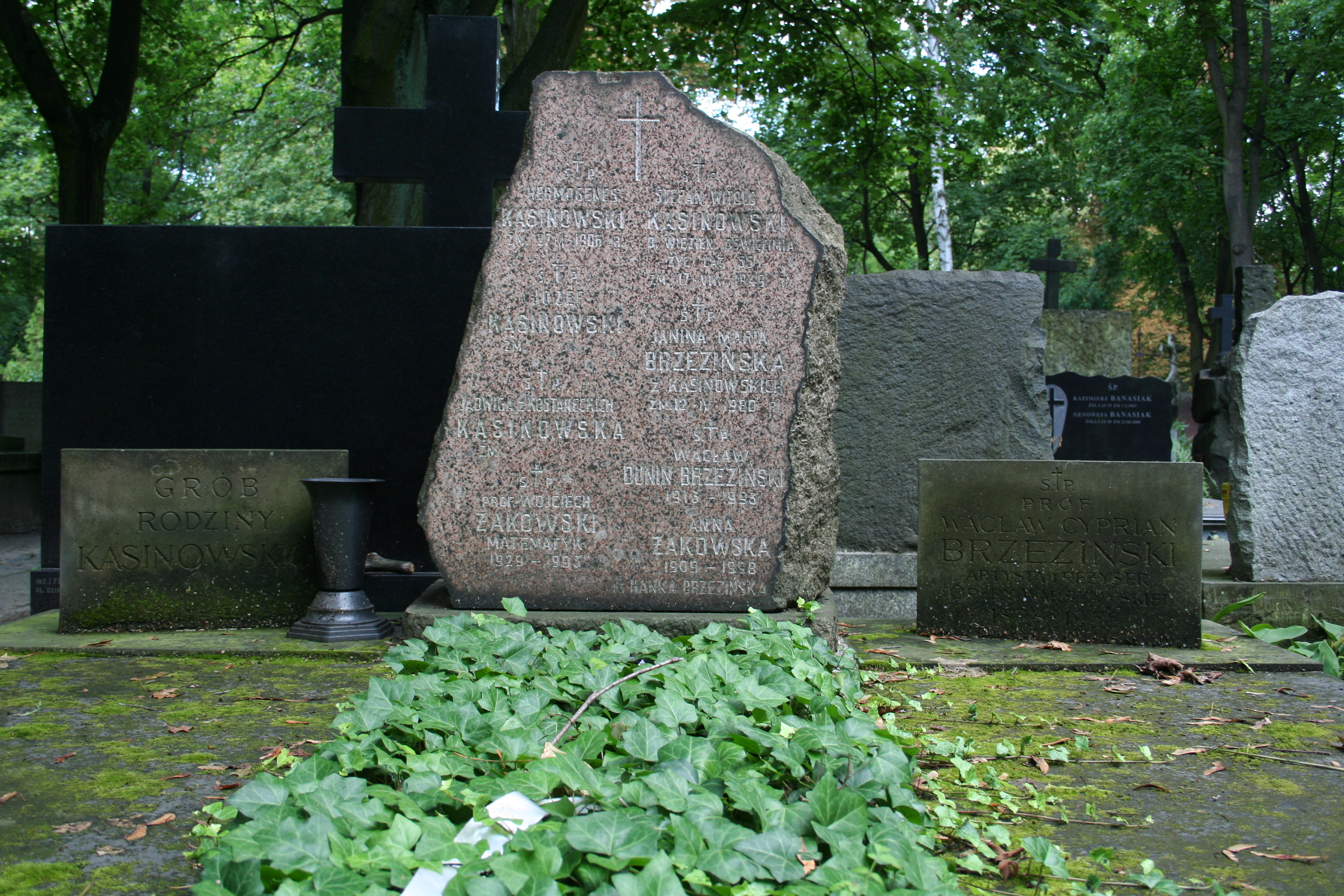
Grób Wacława i Hanny Brzezińskich na cmentarzu Powązkowskim w Warszawie

## Filmografia
- 1937: Dziewczęta z Nowolipek (Mańka Prymasiakówna, córka stróżki, artystka)
- 1937: Ułan księcia Józefa (śpiewaczka na dworze księcia)
- 1938: Wrzos (baronowa Celina, kochanka Andrzeja)
- 1939: Doktór Murek